# Steve Mokone
Steve Mokone, właśc. Stephen Madi Mokone (ur. 23 marca 1932 w Doornfontein, zm. 19 marca 2015) – południowoafrykański piłkarz grający na pozycji napastnika, pierwszy czarnoskóry piłkarz z Afryki, grającym profesjonalną piłkę w Europie.

## Wczesne życie
Steve Mokone urodził się w Doornfontein, niedaleko Johannesburga, ale jego rodzina przeniosła się do Sophiatown przed osiedleniem się w dzielnicy Kilnerton w Pretorii.

## Kariera zawodnicza
Steve Mokone już w wieku 16 lat swoim piłkarskim talentem przyciągnął uwagę swoich rodaków w kraju. Wkrótce dostał propozycję podpisania kontraktu z angielskim Newcastle United, ale ojciec nie zgodził się na kontrakt, gdyż chciał, żeby syn najpierw ukończył studia. Na pierwszy profesjonalny kontrakt musiał czekać do 1955 roku, gdyż wtedy podpisał kontrakt z Coventry City, gdzie w ciągu trzech lat pobytu zagrał w czterech meczach i strzelił 1 bramkę. Następnie grał w holenderskim Heracles Almelo, potem zaczął grać w Cardiff City, w barwach którego strzelił gola Liverpoolowi na otwarcie sezonu 1959/1960. Po występach w dwóch najsilniejszych ligach europejskich: angielskiej i holenderskiej, postanowił spróbować swoich sił w lidze hiszpańskiej a dokładnie w FC Barcelona. W ciągu roku gry zdobył z nią mistrzostwo Hiszpanii w sezonie (1959/1960) oraz Puchar Miast Targowych w edycji 1960. Następnie grał we francuskiej Olympique Marsylia (1960), we włoskim Torino FC (1960-61), hiszpańskiej Valencii oraz w australijskim Sunshine George Cross (1964 – był tam grającym trenerem) oraz w Kanadzie, gdzie zakończył piłkarską karierę.

## Sukcesy piłkarskie

### FC Barcelona
- Mistrzostwo Hiszpanii: 1960
- Puchar Miast Targowych: 1960

## Po zakończeniu kariery
Steve Mokone po zakończeniu kariery w 1964 roku wyemigrował do Stanów Zjednoczonych. Po uzyskaniu dyplomu psychologii został asystentem profesora na Rutgers University w stanie New Jersey. W 1977 roku został oskarżony o nadużycia kredytowe oraz napaść na żonę, Joyce Maaga Mokone oraz na adwokat, która ją reprezentowała podczas sprawy rozwodowej. W 1978 roku uznano go za winnego dwóch zarzucanych mu czynów i został skazany na karę od 8 do 12 lat pozbawienia wolności. W 1980 roku sąd skazał go na karę od 5 do 15 lat więzienia za napaść na pełnomocniczkę żony, Ann Boylan Rogers za wylanie na jej twarz kwasu siarkowego, w wyniku czego straciła jedno oko. Został zwolniony z więzienia w sierpniu 1990 roku.
W 1996 roku Steve Mokone założył fundację Kalamazoo South African Foundation. Holenderski dziennikarz sportowy Tom Egbers napisał powieść opartą na historii Mokone, na podstawie którego w 2000 roku został nakręcony film pt. Czarny Meteor.
Steve Mokone za swoje zasługi został odznaczony złotym Orderem Ikhamangi.